# Frenulina
Frenulina is een geslacht van brachiopodes, bekend van ondiepe wateren in de warmere delen van de Stille Oceaan en de Indische Oceaan. Beide kleppen van de schelp zijn bol, in zijaanzicht is de schelp lensvormig en in bovenaanzicht afgerond vijfhoekig. Afhankelijk van de soort zijn de schelpen scharlaken met witte "bibberige" strepen of beige, en zeldzaam ook helemaal wit. Hij heeft een steel waarmee hij aan een harde ondergrond vastzit.

## Soorten en hun verspreiding
- Frenulina sanguinolenta is scharlaken met roomwitte “bibberige” strepen van snel wisselende breedte, en is algemeen in de westelijke Stille Oceaan, inclusief Australië, Nieuw-Caledonië, Frans-Polynesië, Filipijnen, China, Japan en Hawaï, maar komt ook voor in de Indische Oceaan.[2]
- F. cruenta is bekend uit de Indische Oceaan.
- F. mauiensis komt voor bij Hawaii.[3]

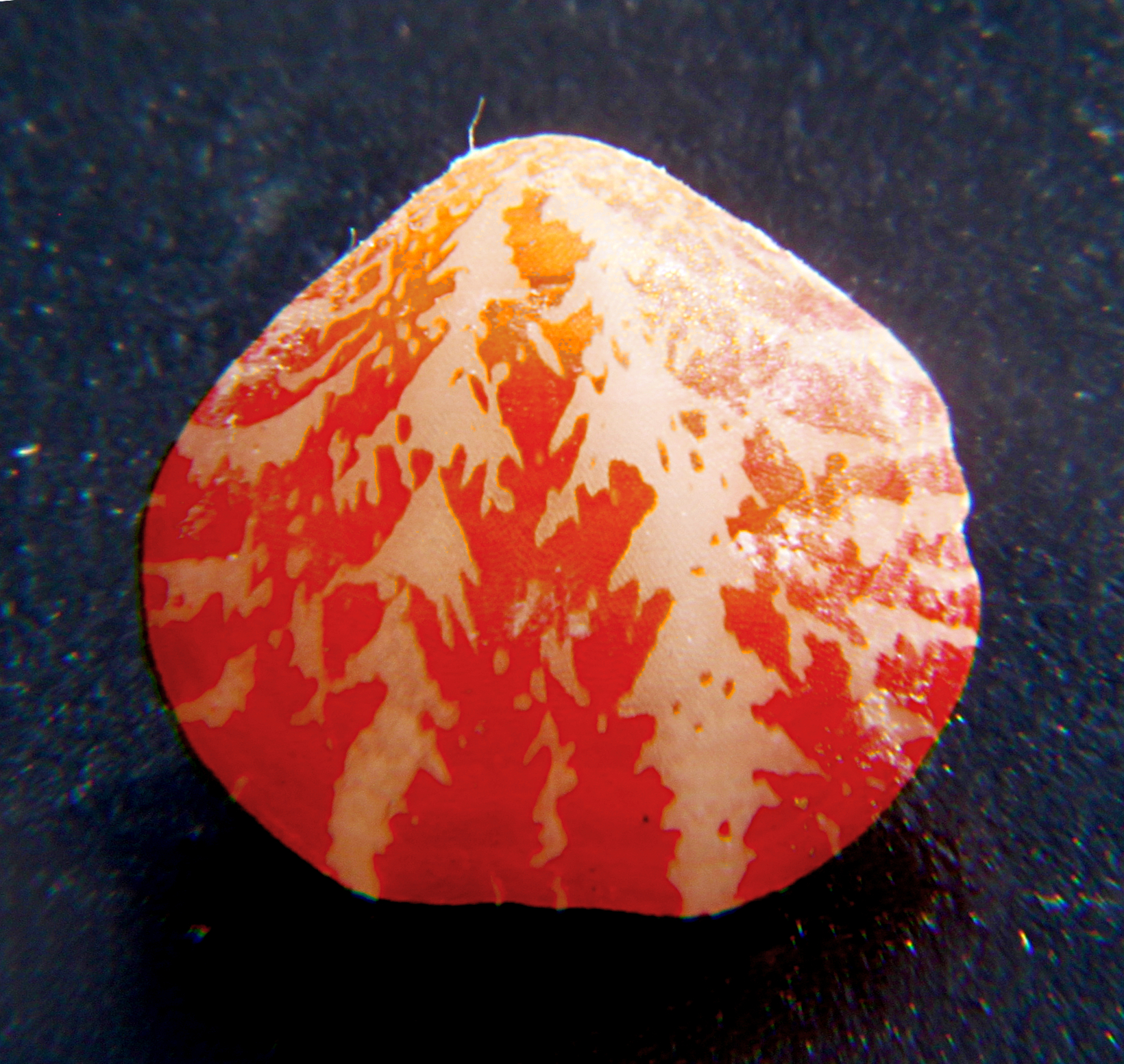
Frenulina sanguinolenta, steelklep, 11mm
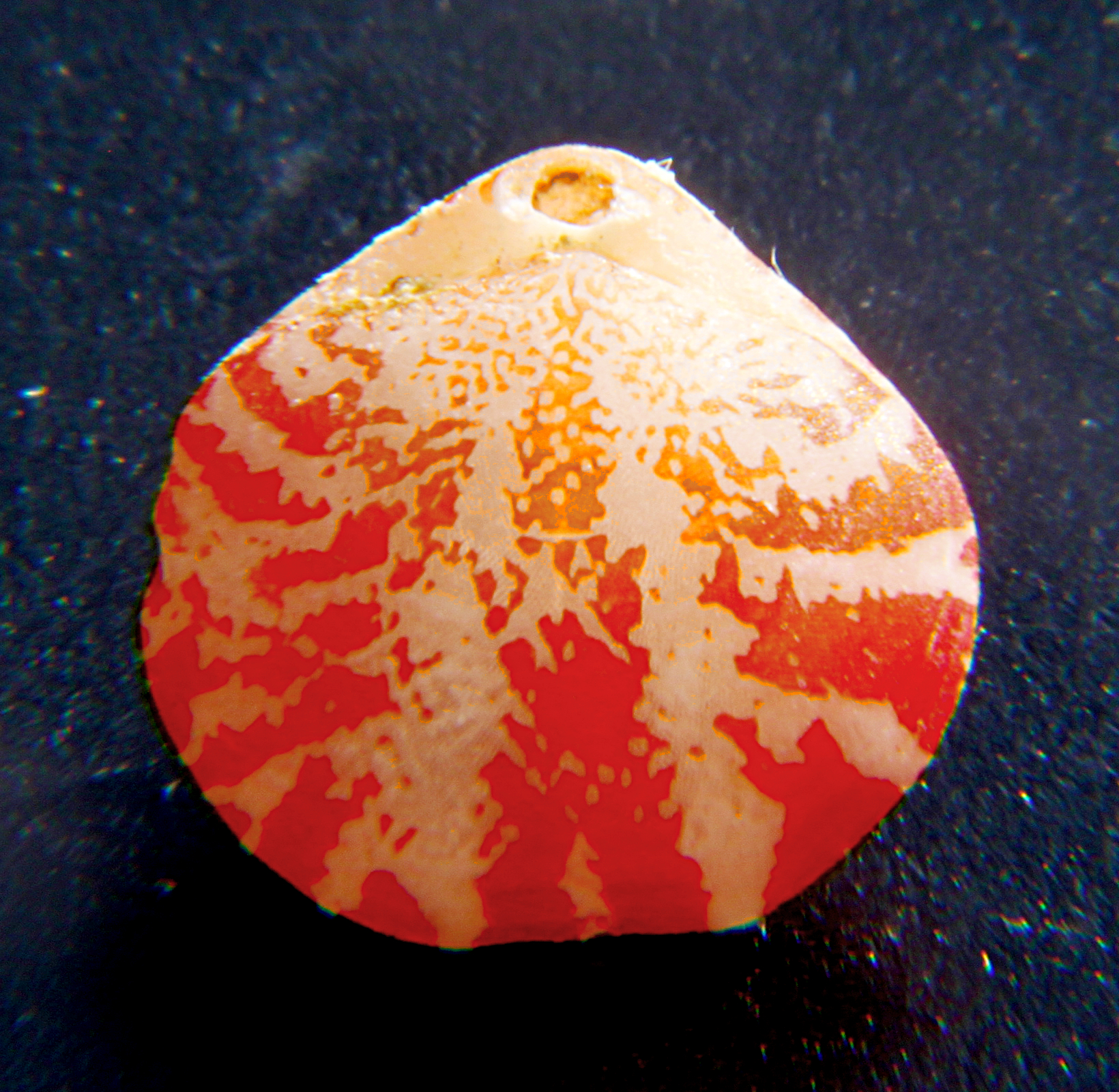
armklep
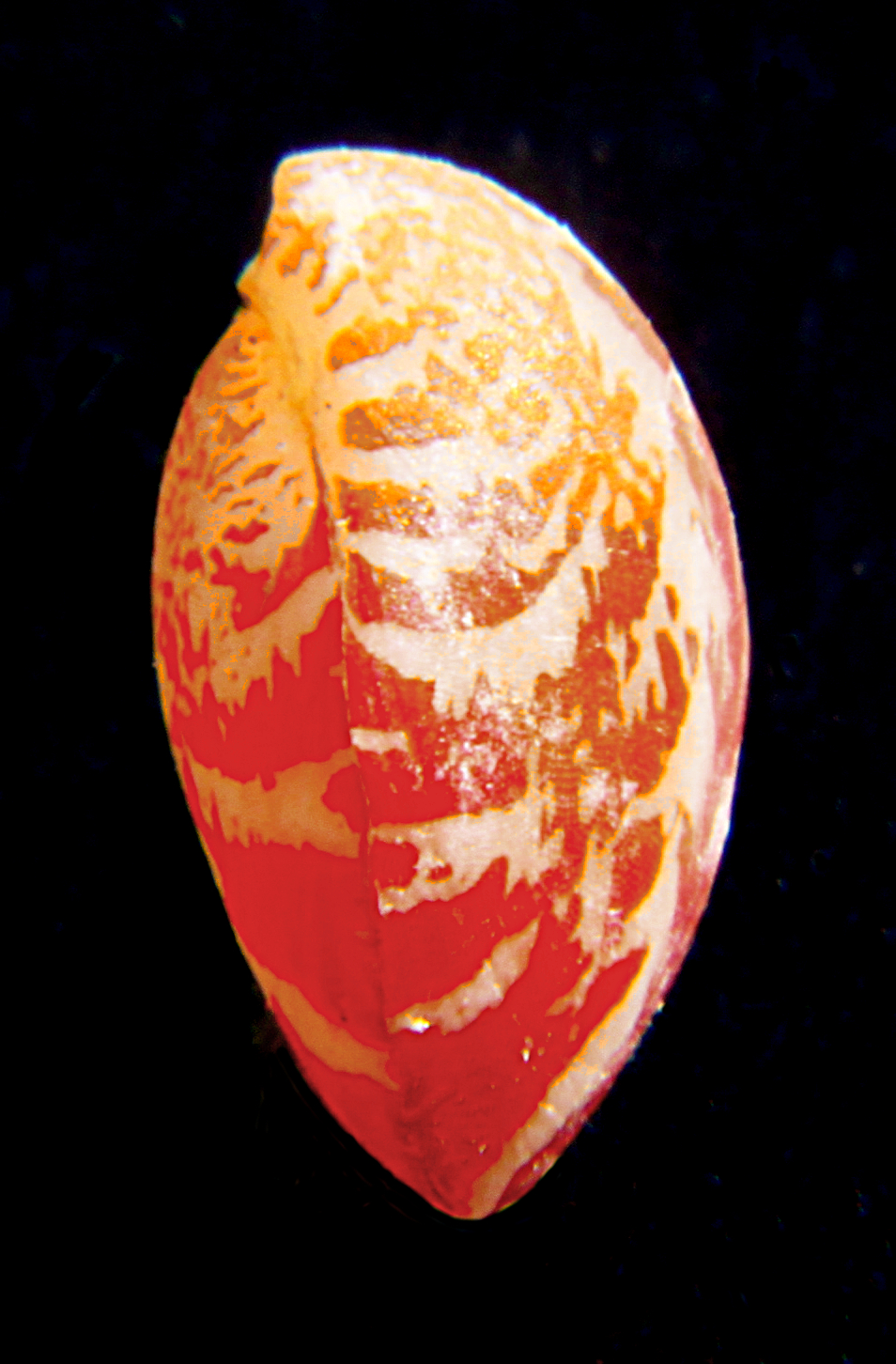
zijaanzicht